# Lotto (entreprise)
‌
Pour les articles homonymes, voir Lotto.
La société Lotto Sport Italia S.p.A connue sous le nom de Lotto, fondée par la famille Caberlotto à Montebelluna dans la Province de Trévise en juin 1973.

## Historique

### Les frères Caberlotto
En juin 1973 Giovanni Caberlotto, Alberto Caberlotto et Sergio Caberlotto, trois frères fondent la société Lotto.
Lotto fabriquait au début seulement des chaussures de sport, plus particulièrement destinées au tennis.
Viennent ensuite les chaussures de basket, de volley-ball, d’athlétisme, de football, puis les vêtements de sport. Pendant les dix premières années, Lotto se concentre sur le marché italien puis devient une des marques de référence dans le secteur des articles de sport et l'une des entreprises leaders dans le tennis.
Dans les années 1980, sont créées les premières chaussures de football. C'est aussi à cette époque que débutent les grandes collaborations avec des athlètes et des équipes d'envergure  internationale : John Newcombe, Andrei Gomes et José Luis Clerc pour le tennis, Ruud Gullit et l’équipe des Pays-Bas pour le football. Leur implication dans les projets Lotto et leur soutien dans la mise au point des produits a permis à l’entreprise d'acquérir une position de leader dans ces deux sports. C'est aussi au cours de ces années que Lotto développe la distribution sur les marchés étrangers. Dix ans après, la marque est présente dans plus de 60 pays.

### L'équipe d'Andrea Tomat
En juin 1999, l’entreprise est reprise par un groupe d’entrepreneurs locaux, très présents dans le sport. Andrea Tomat en est le Président et Directeur Général. La nouvelle entreprise, baptisée Lotto Sport Italia S.p.A, se fixe un objectif : la valorisation des points forts de la marque -dynamisme, innovation, qualité, design made in Italy et passion pour le sport- unie à un service clients extrêmement attentif et compétitif.
Aujourd’hui, pour relever ces nouveaux défis, la société crée le pôle "performance". Les chaussures et les vêtements de football et de tennis, des produits d’avant-garde en termes d'innovation et de design, deviennent les symboles de l'excellence de la marque. En parallèle, une ligne de vêtements et de chaussures loisirs pour hommes et femmes est développée autour du concept "sport inspired" à travers un choix spécifique de tissus, couleurs et formes.

### Rachat de Etonic
En novembre 2006, Lotto rachète Etonic, l’une des principales sociétés américaines spécialisées dans la production de chaussures de running, golf, bowling et walking. Cette acquisition porte ainsi à cinq les marques gérées par Lotto Sport Italia : Lotto, Lotto Leggenda, des produits lifestyle haut de gamme qui bénéficient d'une distribution sélective; Lotto Works, ligne d'habillement, de chaussures et d’accessoires de sécurité ; Le DD, marque spécialisée dans les chaussures très design et enfin Etonic.
Par ailleurs, des lignes de lingerie sportive, papeterie, cosmétiques et montres arborant le logo Lotto sont produites et distribuées sous licence par des entreprises spécialisées.
Lotto distribue aujourd’hui ses produits dans 80 pays, à travers des magasins de sport indépendants, des chaînes spécialisées et des grands magasins possédant un rayon sport. Une attention particulière est portée au développement de la vente au détail par le biais de magasins monomarques (flagship stores, street stores, factory outlets), de corners et de boutiques au sein de magasins, en Italie bien sur mais également à l'étranger.
Dans l’histoire de Lotto, les grandes sponsorisations sportives ont toujours été à la base du succès. Cette tradition continue. Dans le football tout d'abord, avec des joueurs tels que le champion du monde Luca Toni ; le marocain Mohamed Ziad Barakate ; le hollandais Clarence Seedorf. Avec des équipes ensuite, comme la Fiorentina, le Palermo, l'Udinese et le Chievo Verona en Italie ; Sochaux, Nice et Toulouse en France ; le Borussia Mönchengladbach et Mayence en Allemagne ; Zulte Waregem en Belgique, Ergotelis en Grèce ; les Pumas au Mexique ou encore les équipes nationales d’Ukraine, de Serbie-et-Monténégro du Costa Rica et de Colombie.
En tennis, Lotto est présent sur les compétitions les plus prestigieuses telles que les Internationaux de Rome, les tournois du Grand Chelem ou encore les neuf tournois du Master Series. Quant à Marion Bartoli, vainqueur de Wimbledon en 2013, Juan Carlos Ferrero, David Ferrer, Dominik Hrbatý, Gastón Gaudio et Nicolas Mahut ils font partie des nombreux joueurs professionnels, liés aujourd'hui à la marque.
Lotto, c'est également une présence forte sur le terrain au quotidien. Cette  vaste promotion locale lui permet d'habiller avec ses produits de nombreux joueurs de football et de tennis, dans et en dehors des stades.
Lotto a aussi créé une chaussure de football sans lacets appelée la Zhero Gravity. Elle a la particularité de ne pas avoir de lacets et d'épouser directement la forme du pied du joueur.
Les ambassadeurs de Lotto : David Bellion, Ons Jabeur Clarence Seedorf, Luca Toni, Anthony Réveillère, Asamoah Gyan, Giovanni van Bronckhorst, Giuseppe Rossi, Pierre-Alain Frau, Simone Perrotta et Stefano Fiore.

## Identité visuelle (logo)
Le logo est une image géométrique symbolisant deux terrains de sport (football et basket-ball), superposés l’un sur l’autre avec le losange rouge à leur point de superposition.

Ancien logo (1973-2016)
Logo actuel en couleurs (depuis 2016)
Logo actuel (depuis 2016)

## Équipementier officiel

### Équipes de football

#### Italie
- Bassano Virtus 55
- AS Lucchese Libertas
- US Campobasso
- Robur Sienne
- Calcio Femminile Trevignano
- Modena FC
- Real Rieti calcio a 5 (Futsal)

#### Allemagne
- TSG Hoffenheim
- Sportfreunde Siegen
- Bonner SC

#### Autriche
- SK Sturm Graz

#### Colombie
- Atlético Bucaramanga

#### Équateur
- Aucas
- Deportivo Cuenca
- El Nacional

#### Panama
- Chorrillo FC

#### Paraguay
- Sportivo Trinidense

#### Pérou
- Sport Huancayo

#### Inde
- Delhi Dynamos FC

#### Israël
- Bnei Yehoudah Tel-Aviv Football Club

#### Nouvelle-Zélande
- Waitakere United

#### Équipes nationales
- Brunei
- Birmanie
- Îles Cook
- Samoa américaines